# العلاقات الكويتية البوليفية
العلاقات الكويتية البوليفية هي العلاقات الثنائية التي تجمع بين الكويت وبوليفيا.

## مقارنة بين البلدين
هذه مقارنة عامة ومرجعية للدولتين:
| وجه المقارنة                                              | الكويت        | بوليفيا                                          |
| --------------------------------------------------------- | ------------- | ------------------------------------------------ |
| المساحة (كم2)                                             | 17.82 ألف     | 1.10 مليون                                       |
| عدد السكان (نسمة)                                         | 4.14 مليون    | 11.05 مليون                                      |
| الكثافة السكانية (ن./كم²)                                 | 232.32        | 10.05                                            |
| العاصمة                                                   | مدينة الكويت  | سوكري، لاباز                                     |
| اللغة الرسمية                                             | اللغة العربية | اللغة الإسبانية، اللغة الأيمرية، كتشوا، غوارانية |
| العملة                                                    | دينار كويتي   | بوليفاريو بوليفي                                 |
| الناتج المحلي الإجمالي (بليون دولار)                      | 120.13 مليار  | 37.51 مليار                                      |
| الناتج المحلي الإجمالي (تعادل القوة الشرائية) بليون دولار | 290.53 مليار  | 74.58 مليار                                      |
| الناتج المحلي الإجمالي الاسمي للفرد دولار أمريكي          | 29.30 ألف     | 3.08 ألف                                         |
| الناتج المحلي الإجمالي للفرد دولار أمريكي                 | 73.25 ألف     | 6.63 ألف                                         |
| مؤشر التنمية البشرية                                      | 0.816         | 0.662                                            |
| رمز المكالمات الدولي                                      | +965          | +591                                             |
| رمز الإنترنت                                              | .kw           | .bo                                              |
| المنطقة الزمنية                                           | ت ع م+03:00   | 00                                               |

## منظمات دولية مشتركة
يشترك البلدان في عضوية مجموعة من المنظمات الدولية، منها:
| علم المنظمة | اسم المنظمة                        | تاريخ انضمام الكويت | تاريخ انضمام بوليفيا |
| ----------- | ---------------------------------- | ------------------- | -------------------- |
|             | الاتحاد البريدي العالمي            | ?                   | ?                    |
|             | مؤسسة التنمية الدولية              | 13 سبتمبر 1962      | 21 يونيو 1961        |
|             | منظمة حظر الأسلحة الكيميائية       | ?                   | ?                    |
|             | منظمة التجارة العالمية             | ?                   | 12 سبتمبر 1995       |
|             | الأمم المتحدة                      | 14 مايو 1963        | 14 نوفمبر 1945       |
|             | وكالة ضمان الاستثمار متعدد الأطراف | 12 أبريل 1988       | 3 أكتوبر 1991        |
|             | منظمة الشرطة الجنائية الدولية      | ?                   | ?                    |
|             | مؤسسة التمويل الدولية              | 13 سبتمبر 1962      | 20 يوليو 1956        |
|             | الاتحاد الدولي للاتصالات           | 14 أغسطس 1959       | 1 يونيو 1907         |
|             | البنك الدولي للإنشاء والتعمير      | 13 سبتمبر 1962      | 27 ديسمبر 1945       |
|             | يونسكو                             | 18 نوفمبر 1960      | 13 نوفمبر 1946       |

## وصلات خارجية
- موقع وزارة الخارجية الكويتية
- موقع وزارة الخارجية البوليفية